# Eoophyla latifascia
Eoophyla latifascia là một loài bướm đêm trong họ Crambidae.